# Eva Jakubovska

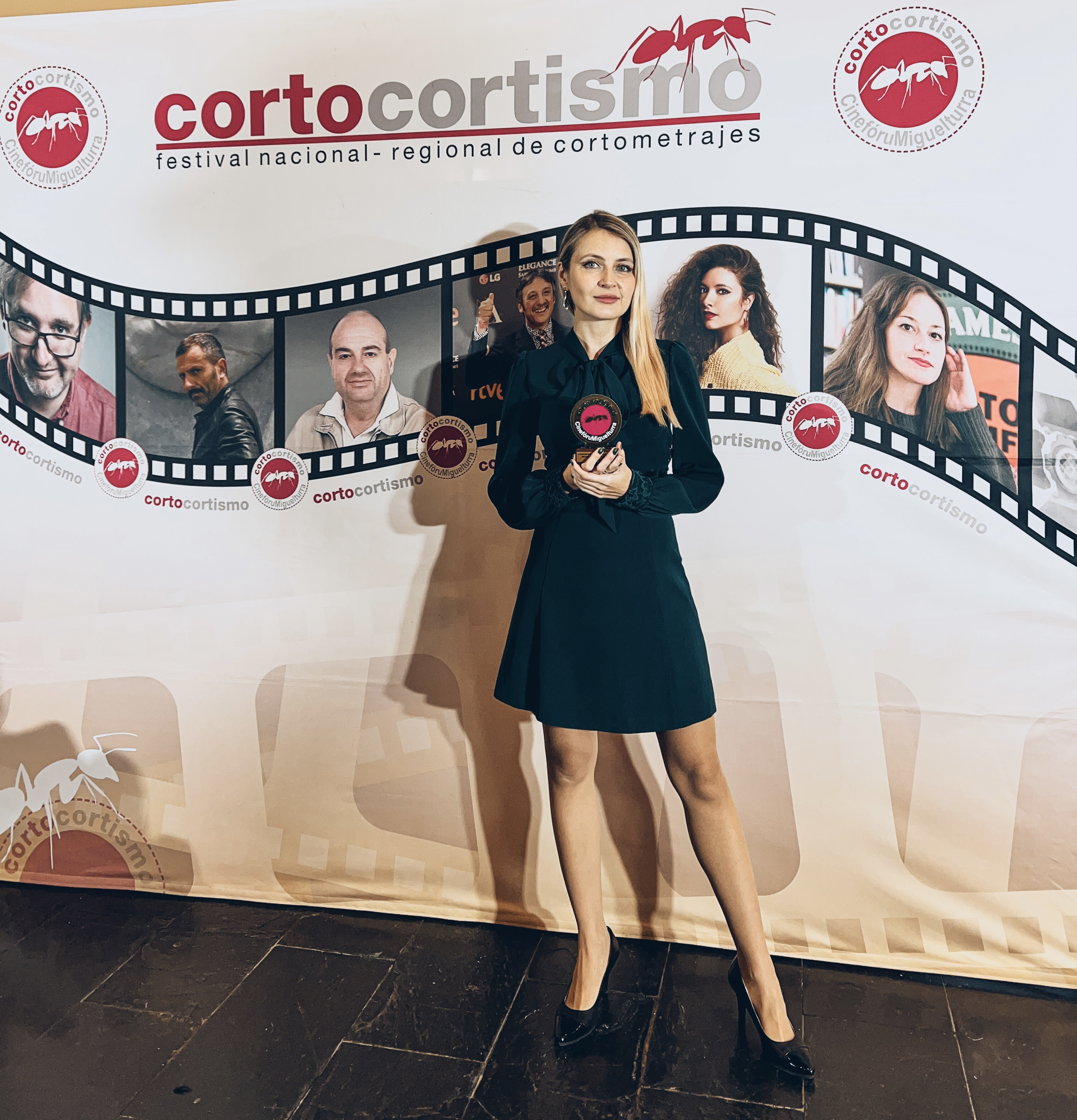
Eva au festival du court-métrage Corto Cortismo en 2022

Eva Jakubovska, néé Ewa Jakubowska Pérez à Koło, est une actrice, réalisatrice et scénariste polono-espagnole.

## Biographie

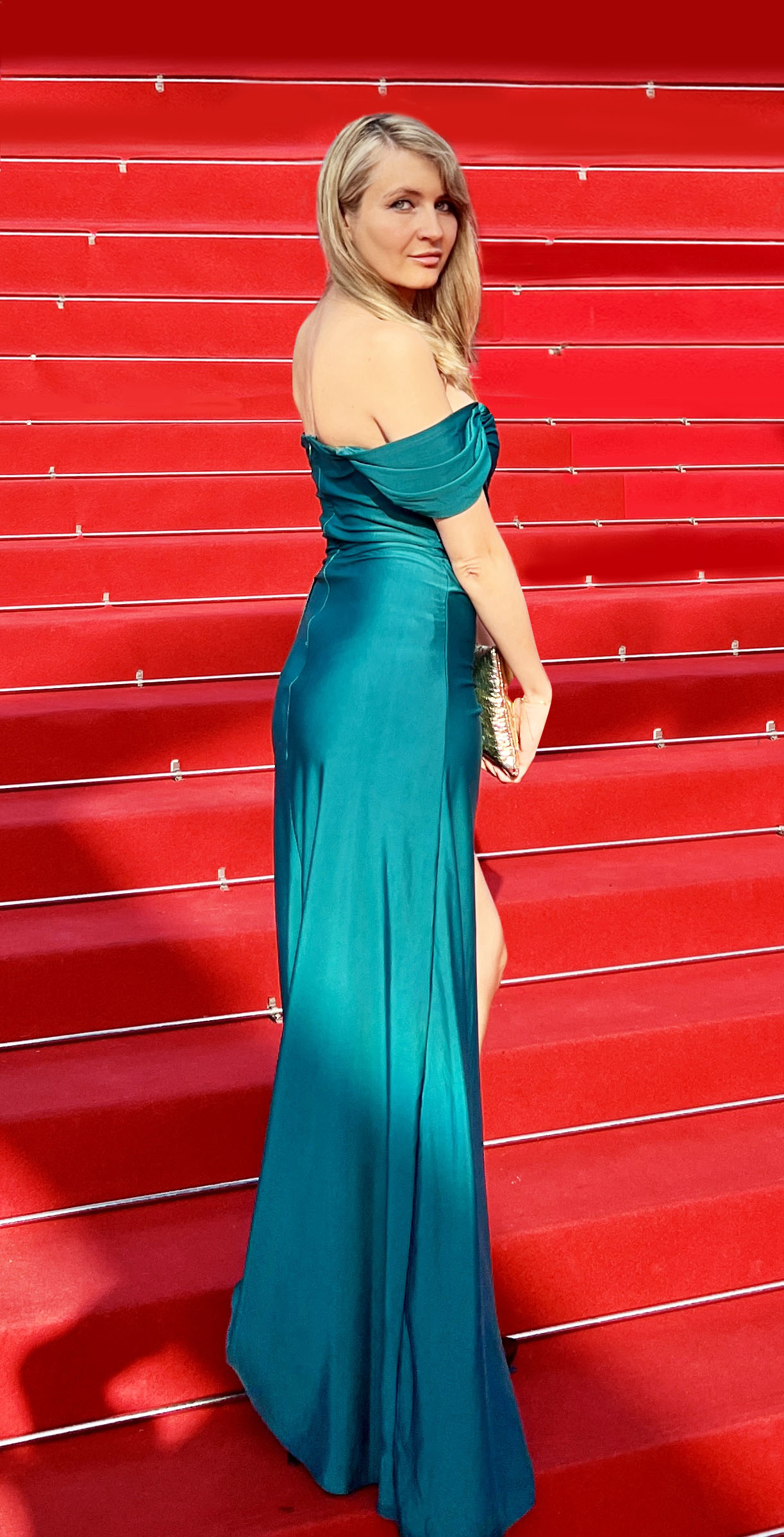
Eva au Festival de Cannes en 2024

Eva Jakubovska est élevée par sa grand-mère maternelle, Helena Krupa. Elle s'oriente d'abord vers le métier de traductrice. Elle obtient un diplôme en Lettres espagnoles (Université de Varsovie) puis un Master en Traducción e Interpretación (Université de La Corogne, Université de Vigo), et se consacre alors à l'interprétation devant la caméra.
Elle se forme à l'art dramatique à Los Angeles (The Acting Corps, Screen Actors System), à La Corogne (La Tuerka Films, Voz Audiovisual) et à Madrid (Actores Madrid, AZ Arte, First Team y Central de Cine: Máster en Interpretación ante la Cámara). En même temps, elle commence à participer à des séries télévisées espagnoles, comme au cinéma et au théâtre. En particulier, on peut citer son rôle dans La sirvienta de Pablo Moreno,, ou dans Capitán Carver d'Evgeny Yablokov, ou encore dans des séries télévisées comme El Inmortal,,, Desaparecidos, Estoy Vivo, Soulmates, Fariña ou Serramoura,. Elle a également été présentatrice pour le Concours international de piano de Ferrol et elle est membre du jury du Festival international de cinéma Luna de Cortos.
En 2021 elle réalise son premier court-métrage Color, dont elle est aussi la protagoniste. Au printemps 2022, ce court-métrage est présenté à plusieurs festivals de cinéma nationaux et internationaux, et obtient quelques récompenses,,,.
Du fait de ses origines, elle se trouve volontiers dans des productions polonaises, espagnoles et américaines, tant au cinéma que dans des séries télévisées ou des publicités et au théâtre,. Elle intervient souvent comme traductrice entre les trois langues, polonais, espagnol et anglais.
Elle a été candidate au Prix Goya de la meilleure actrice 2024 pour son rôle de Lera dans La Sirvienta de Pablo Moreno.

## Filmographie

### Cinéma
- 2019 : Dave Blues de Gonzalo Gómez : créature
- 2020 : Superagente Makey d'Alfonso Sánchez (es) : Natalia
- 2021 : Capitán Carver d'Evgeny Yablokov : Britney
- 2022 : Color, court-métrage réalisé par elle-même : Diana
- 2023 : La sirvienta de Pablo Moreno : Lera

### Télévision
- 2017 : Hai Vida en Bran? d'Ángela Andrada
- 2018 : Conversations at 4 a.m. d'elle même
- 2018 : Serramoura (es), série télévisée de Juan Galiñanes (TV GALEGA)
- 2018 : Fariña, série télévisée de Carlos Sedes (es) (Atresmedia & Netflix)
- 2020 : Soulmates (en), série télévisée d'Andrea Harkin (AMC)
- 2021 : Estoy Vivo (es), série télévisée de Luis Oliveros (RTVE)
- 2022 : Desaparecidos (es), série télévisée de José Ramón Ayerra (Telecinco & Amazon Prime)
- 2022 : L'Immortel (es), série télévisée de Rafa Montesinos (Movistar+ & Telemundo)

### Théâtre
- 2015 : Habitación con vistas, mise en scène de Daniel Currás, au La Tuerka27, La Corogne
- 2015 : Ópera prima, mise en scène de Daniel Currás au La Tuerka27, La Corogne
- 2018 : El Espejo de Marilyn Monroe, mise en scène de Daniel Currás au Théâtre Colón (ca), La Corogne
- 2019 : Las Cautivas, mise en scène de Laura Sáenz pour Atresmedia, Madrid

## Récompenses et distinctions
| Festival                                            | Lieu                                | Date           | Prix                                        |
| --------------------------------------------------- | ----------------------------------- | -------------- | ------------------------------------------- |
| Festival de Cortos LGTBIQ - Galdar Pride            | Grande Canarie, Espagne             | juin 2022      | Nomination                                  |
| Festival de Cinema de la Terra Alta                 | Tarragone, Espagne                  | juillet 2022   | Nomination                                  |
| Luna de Cortos: Cine y Mujer                        | Riego de la Vega, Espagne           | Août 2022      | Nomination                                  |
| Shorty Week International Film Festival (es)        | Cadix                               | Septembre 2022 | Nomination                                  |
| 25º Certamen Nacional de Cortos                     | Astorga                             | Septembre 2022 | Nomination                                  |
| Certamen de Creación Audiovisual                    | Cabra, Cordoue, Espagne             | Septembre 2022 | Nomination                                  |
| Festival Audiovisual Asier Errasti                  | Eibar, Guipuscoa, Espagne           | Novembre 2022  | Nomination                                  |
| Internacional Queer Film Festival Playa del Carmen  | México                              | Novembre 2022  | Nomination                                  |
| Festival El Lugar Sin Límites                       | Équateur                            | Novembre 2022  | Nomination                                  |
| EDITA Social Audiovisual Festival                   | Grenade                             | Novembre 2022  | Nomination                                  |
| Africa International Film Festival                  | Nigeria                             | Novembre 2022  | Nomination                                  |
| Festival Corto Cortismo                             | Miguelturra, Ciudad Real, Espagne   | Novembre 2022  | Prix du meilleur réalisateur                |
| International Film Festival Würzburg 2023           | Allemagne                           | Janvier 2023   | Nomination                                  |
| Sex Education Film Festival 2023                    | Barcelone                           | Février 2023   | Nomination                                  |
| One Country One Film Apchat Festival                | France                              | Mars 2023      | Nomination                                  |
| Roze Filmdagen Amsterdam LGTB                       | Pays-Bas                            | Mars 2023      | Nomination                                  |
| Festival de la Imatge de Calella                    | Calella, Barcelone, Espagne         | Mars 2023      | Nomination                                  |
| Ukrainian Dream Film Festival                       | Ukraine                             | Mars 2023      | Nomination                                  |
| Paradise Film Festival                              | Hongrie                             | Mars 2023      | Mention d'honneur                           |
| Geelong Pride Film Festival                         | Australie                           | Avril 2023     | Nomination                                  |
| Filmowe Zwierciadła (pl)                            | Pologne                             | Avril 2023     | Second prix du meilleur court-métrage       |
| Erronka Munduan (Reto por el mundo)                 | Saint-Sébastien, Guipuscoa, Espagne | Juillet 2023   | Nomination                                  |
| Cinema of the World International Film Festival     | New Delhi, Inde                     | Août 2023      | Prix du meilleur court-métrage              |
| Rohip International Film Festival                   | Tamil Nadu, Inde                    | août 2023      | Prix de la meilleure actrice                |
| Turicine                                            | Quito, Équateur                     | Septembre 2023 | Nomination                                  |
| Girona Film Festival                                | Gérone, Espagne                     | Novembre 2023  | Nomination                                  |
| 38e cérémonie des Goyas                             | Valladolid, Espagne                 | Février 2024   | Nomination : Meilleure actrice protagoniste |
| MADRIFF - Madrid Indie Film festival                | Madrid                              | Février 2024   | Nomination                                  |
| Boston Social Impact Film Festival                  | Boston, États-Unis                  | Avril 2024     | Nomination                                  |
| VALEIFF - Valencia Indie Film festival              | Valence (Espagne)                   | Avril 2024     | Nomination                                  |
| Achill Island Film Festival                         | Irlande                             | Mai 2024       | Nomination                                  |
| MED-LIMES Salerno Film Festival                     | Italie                              | Mai 2024       | Prix spécial du Jury                        |
| OKFA Independent Film Festival                      | Konin, Pologne                      | Mai 2024       | Nomination                                  |
| World Health Organization - Health For All Festival | Genève, Suisse                      | Mai 2024       | Grand Prix - First Award                    |
| Mirades Fest - Mostra Cine Social                   | Torrent, Valence                    | juin 2024      | Nomination                                  |
| Out Fest Perú                                       | Perou                               | juillet 2024   | Nomination                                  |